# Книга Зоровавеля
Кни́га Зорова́веля (др.-евр. ספר זרובבל‬ — Сефер Зэрубавэль; также Апока́липсис Зорова́веля) — еврейское эсхатологическое сочинение начала VII века н. э., повествующее об эсхатологической войне, явлении Машиаха бен Йосефа и Машиаха бен Давида, и исполненное в жанре библейских видений (подобных например, книгам пророков Даниэля и Йехезкеля) от имени Зоровавеля, вождя иудеев VI века до н. э.. «Книга Зоровавеля» стоит в одном ряду с поздними византийскими эсхатологическими сочинениями («Откровение Мефодия Патарского», «Видения Даниила», «Вопросы Иоанна Богослова Господу на горе Фаворской»).
Поскольку Книга Зоровавеля дает однозначную дату (1058/1060 год н. э.) возвращения Мессии, это оказало значительное влияние на современную мессианскую мысль того времени.

## История
Большая часть книги Зоровавеля определённо была написана в византийской Палестине VII века н. э., между 629 и 636 годами. Рассказ о гибели Неемии бен Хушиэля, лидера еврейских повстанцев, поддерживавших персов во время взятия ими Иерусалима в 614 году и о завоевании земли Израиля нечестивым царем Армилусом (по одной версии — анаграмма слова Romulus, то есть «Римлянин»; по другой — от греческого Ερημολαος «Губитель народа»), который вскоре завоюет весь мир, позволяют отнести Книгу Зоровавеля к моменту наибольших успехов ромеев во время византийско-персидской войны 629 года, когда войска императора Ираклия заняли Иерусалим, а на востоке вышли к персидской столице Ктесифону. Сообщение о сражении Армилуса с сынами Кидара говорит в пользу датировки Книги Зоровавеля 631—636 гг. — от первых столкновений мусульман с византийцами до битвы при Ярмуке, положившей конец гегемонии Византии в Палестине.
Книга Зоровавеля дошла до нас в ряде рукописных и печатных редакциях. Возможно самая старая рукописная копия — часть еврейского молитвенника середины IX века (ок. 840 года н. э.), находящегося в т. н. «Зелёной коллекции», крупнейшем частном собрании редких библейских текстов и артефактов
Первое печатное издание псевдоэпиграфа осуществлено в 1519 году в Константинополе в составе антологии под названием «Likkutim Schonim». Репринт вышел в Вильно в 1819 году совместно с «Сефер Малкиель».
Позднее А. Еллинек во втором томе шеститомного собрания мидрашей «Bet ha-Midrasch» (Лейпциг, 1853—1878) издал псевдоэпиграф на основании двух рукописей Лейпцигской городской библиотеки. Книга вновь была вновь издана С. А. Вертгеймером в «Leḳeṭ Midrashim» (Иерусалим, 1903). Наиболее полное издание этой работы подготовил И. Леви в монографии «L’apocalypse de Zorobabel et le roi de Perse Siroès» (Париж, 1914).
Имеется совсем немного информации о ранней истории Книги Зоровавеля; можно предположить, что с ней был знаком составитель «Зогара», включивший туда легенду о Хефцибе, матери Машиаха бен Давида. Книга Зоровавеля упоминается Авраамом ибн Эзрой, Элиазаром из Вормса и вероятно Раши, при этом Ибн Эзра раскритиковал книгу как «неблагонадежную».

## Содержание
Книга Зоровавеля открывается горячей молитвой правителя Иудеи, Зоровавеля (VI в. до н. э.), к Богу, с размышлениями о близости собственной кончины. Бог обещает Зоровавелю воскресить его. Затем Дух Господень переносит Зоровавеля «в Ниневию, город крови» — в Рим. Там он видит заброшенный дом, а в нём — «мужа скорбей, изведавшего болезни» (мессианская аллюзия — Ис. 53). Он говорит Зоровавелю, что он Мессия, заключённый здесь вплоть до конца времен. Зоровавель тут же видит, что Мессия оказывается «юношей совершенный красоты». Он спрашивает Мессию о времени конца, и ему тотчас является Метатрон. Метатрон называет себя «Вождем воинств Господних», отождествляясь с Ангелом Господним, о котором говорится в Торе. Метатрон рассказывает Зоровавелю о Мессии. Мессия родился доме пророка Давида «в час, когда Навуходоносор пришёл на Иерусалим»; Ангел сокрыл его в Риме вплоть до конца времен. Затем Метатрон показывает Зоровавелю статую прекрасной женщины; он говорит, что с ней совокупится сатана и из неё выйдет Армилус (антихрист). Облик его оказывается совершенно гротескным: «волосы головы его, как зелёное золото, ноги его доходят до ступней, ширина лица его в мизинец, и глаза его кривы и голов у него две». Все народы мира поверят в него кроме Израиля. Армилус убьет Машиаха бен Йосефа, Неемию бен Хушиэля и шестнадцать праведников с ним. Сыны Израиля будут оплакивать Неемию сорок дней, после чего удалятся в пустыню. Единственным свободным от его власти местом окажутся Восточные ворота Иерусалима, в которых будет стоять мать Менахема бен Амиэля, Хефциба. Армилус в это время сразится с сынами Кидара (арабами) и завоюет весь мир. После этого явится Менахем бен Амиэль — Машиах бен Давид и пророк Илия. В месяц ав они войдут в Иерусалим и воскресят Неемию и других умерших. С неба спустится Храм и жертвоприношение будет восстановлено. В конце книги Метатрон показывает Зоровавелю отстроенный Иерусалим (От Синайской пустыни до Ливана и от Великой Реки[уточнить] до Евфрата, и до последнего моря) и Храм.
В других вариантах книги содержится ещё несколько любопытных мотивов. Так, приход Машиаха бен Давида относится к 1060 году (990 лет после разрушения второго Храма). Мессия придет неожиданно 14 нисана и все мудрецы Израиля выйдут к нему и «будут стыдить его, как ты стыдил его, и не поверят в него». Лишь после того, как Менахем бен Амиэль воскресит убитого Неемию бен Хушиэля евреи поверят в него. В этом отрывке (как и в ряде других мест) невозможно не увидеть христианское влияние. Менахем бен Амиэль «духом уст своих» убьет Армилуса и поразит его войско в долине Арбель.